# Ponte de Sor
Ponte de Sor és un municipi portuguès al districte de Portalegre (regió d'Alentejo, subregió de l'Alto Alentejo). L'any 2004 tenia 17.593 habitants. Limita al nord-est amb Gavião i Crato, a l'est amb Alter do Chão, al sud-est amb Avis, al sud amb Mora, al sud-oest amb Coruche i al nord-oest amb Chamusca i Abrantes.

## Població
| Població del concelho de Ponte de Sor (1801 – 2004) | Població del concelho de Ponte de Sor (1801 – 2004) | Població del concelho de Ponte de Sor (1801 – 2004) | Població del concelho de Ponte de Sor (1801 – 2004) | Població del concelho de Ponte de Sor (1801 – 2004) | Població del concelho de Ponte de Sor (1801 – 2004) | Població del concelho de Ponte de Sor (1801 – 2004) | Població del concelho de Ponte de Sor (1801 – 2004) | Població del concelho de Ponte de Sor (1801 – 2004) |
| --------------------------------------------------- | --------------------------------------------------- | --------------------------------------------------- | --------------------------------------------------- | --------------------------------------------------- | --------------------------------------------------- | --------------------------------------------------- | --------------------------------------------------- | --------------------------------------------------- |
| 1801                                                | 1849                                                | 1900                                                | 1930                                                | 1960                                                | 1981                                                | 1991                                                | 2001                                                | 2004                                                |
| 1394                                                | 3094                                                | 8092                                                | 15467                                               | 21902                                               | 18079                                               | 17802                                               | 18140                                               | 17593                                               |

## Freguesies
- Foros de Arrão
- Galveias
- Longomel
- Montargil
- Ponte de Sor
- Tramaga
- Vale de Açor